# Wielka Kopa Królowa

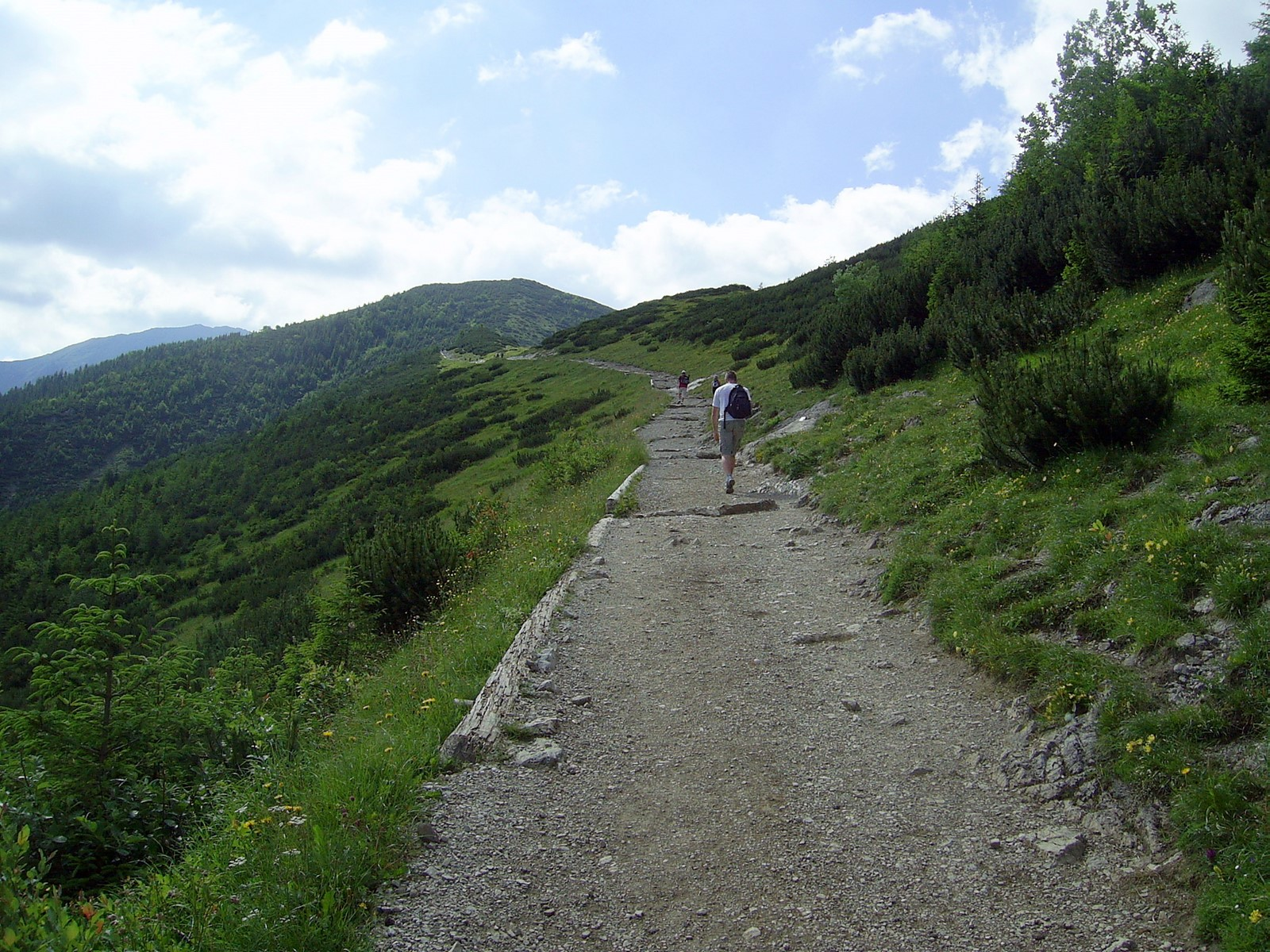
Wielka Kopa Królowa nad Skupniowym Upłazem

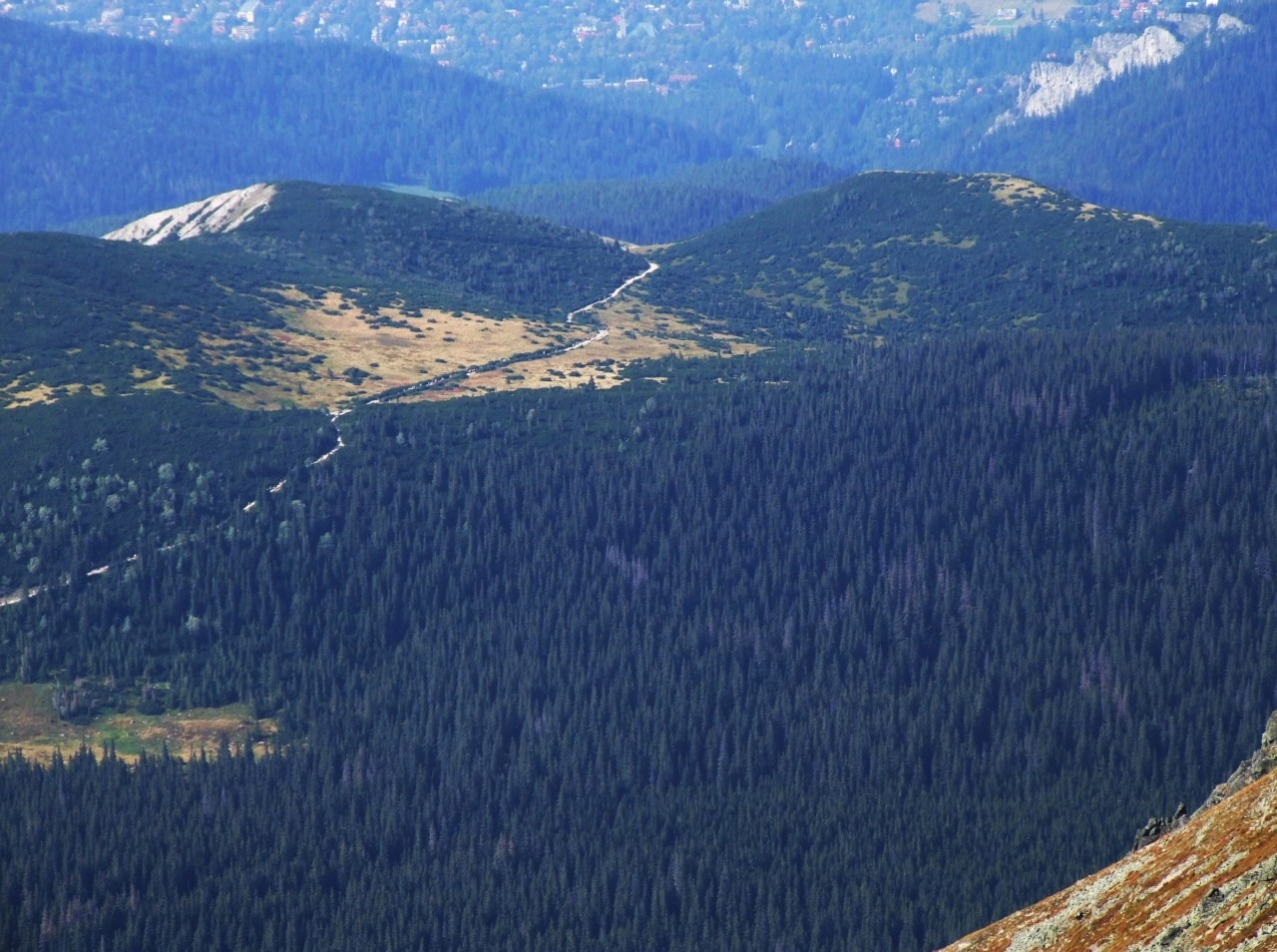
Od lewej: Mała Kopa Królowa, Przełęcz między Kopami i Wielka Kopa Królowa

Wielka Kopa Królowa (1531 m n.p.m.) – kopulaste wzniesienie we wschodniej części Tatr Zachodnich, odgraniczające od siebie górne piętra doliny Jaworzynki i Doliny Olczyskiej.

## Topografia
Znajduje się w długiej północno-wschodniej grani Kasprowego Wierchu, pomiędzy Przełęczą między Kopami (1499 m) a przełęczą Diabełek (ok. 1470 m). Na wierzchołku Wielkiej Kopy Królowej grań ta zmienia kierunek o 90° i poprzez Diabełka opada w północno-zachodnim kierunku. Natomiast północno-wschodni stok Wielkiej Kopy Królowej opada do Królowej Polany. W północnym kierunku, spod przełęczy Diabełek opada do Doliny Olczyskiej wielki Żleb Roja. Południowo-wschodnie stoki Wielkiej Kopy opadają łagodnie na Królową Rówień. Stanowiły one dawniej część Hali Królowej. Stoki północne stanowiły już tereny Hali Jaworzynki.

## Nazewnictwo
Choć Wielka Kopa Królowa jest o 46 m niższa od Małej Kopy Królowej, niekonsekwencja w nazewnictwie jest jedynie pozorna. Wielka Kopa ma większą wysokość względną i jest masywniejsza, zwłaszcza ze strony Królowej Równi – a to właśnie tamtejsi górale nadali nazwy okolicznym szczytom. Pasterze z Hali Jaworzynki Wielką Kopę nazywali po prostu Kopą Królową, Mała Kopa Królowa nie została przez nich nazwana. Dalsza część nazwy Wielkiej Kopy Królowej, podobnie jak wiele innych obiektów w tym rejonie, pochodzi od nazwiska góralskiego Król, dawnych właścicieli Hali Królowej. Walery Eljasz-Radzikowski w 1873 r. pisał: „Królewskie miano dostało się dwóm czubom góry od jej właściciela, Podhalanina co się zowie Królem”. Przekręcenie nazwy na „Kopa Królowej” jest błędne.

## Opis szczytu
Wielka i Mała Kopa Królowa zbudowane są z wapieni, wygładzone zostały przez lodowiec. Dawniej, gdy Wielka Kopa Królowa była wypasana, jej stoki były całkowicie niemal trawiaste, a częściowo piarżyste. Po zaprzestaniu wypasu niemal całkowicie zarosły już kosodrzewiną. Nagie pozostają jeszcze tylko strome północne stoki. Niezarośnięte przez kosodrzewinę stoki Małej i Wielkiej Kopy Królowej to siedlisko bogatej flory roślin. Całe darnie tworzą polodowcowe relikty: dębik ośmiopłatkowy i wierzba zielna. Licznie występuje goryczuszka orzęsiona, sesleria tatrzańska, kilka gatunków skalnic, a wśród kosówki spotyka się rzadkiego powojnika alpejskiego. M.in. występują tutaj potrostek alpejski i ukwap karpacki – bardzo rzadkie rośliny, w Polsce występujące tylko w Tatrach i to w nielicznych miejscach.

## Szlaki turystyczne
– niebieski szlak prowadzący z Kuźnic przez Boczań, Skupniów Upłaz i przełęcz Diabełek, z której zachodnimi zboczami Wielkiej Kopy Królowej biegnie na Przełęcz między Kopami, a stąd dalej do „Murowańca”.
- Czas przejścia z Kuźnic na przełęcz: 1:40 h, ↓ 1:10 h
- Czas przejścia z przełęczy do „Murowańca”: 20 min, z powrotem 25 min.

 – Trasa Gąsienicowa z Kasprowego Wierchu przez Dolinę Gąsienicowa do Kuźnic.